# Dolgaečka Reka
Dolgaečka Reka (makedonska: Долгаечка Река) är ett vattendrag i Nordmakedonien.   Det rinner genom kommunen Dolneni, i den centrala delen av landet, 50 kilometer söder om huvudstaden Skopje.